# E.626
E.625 и E.626 (6-осный, спроектирован в 1926 году) — итальянские магистральные электровозы постоянного тока, строящиеся с 1927 по 1939 гг. На Государственных итальянских железных дорогах это были первые электровозы, выполненные на напряжение 3000 В постоянного тока.